# Trichostomum subcirrhatum
Trichostomum subcirrhatum là một loài rêu trong họ Pottiaceae. Loài này được Hampe mô tả khoa học đầu tiên năm 1875.